# Hemigrammus machadoi
Hemigrammus machadoi é uma espécie de peixe de água doce da família dos caracídeos e do gênero Hemigrammus, cujos integrantes são denominados comumente tetras. Habita  ambientes aquáticos tropicais no centro de América do Sul.

## Taxonomia
Esta espécie foi descrita originalmente no ano de 2014, pelos ictiólogos Rafaela Priscila Ota, Flávio César Thadeo de Lima e Carla Simone Pavanelli.
A localidade-tipo referida é: “município de Pontes e Lacerda, nas coordenadas: 15° 11′ 34″ S, 59° 25′ 26″ O / -15.19278, -59.42389, igarapé Barreiro, afluente do rio Iténez (ou Guaporé), bacia do rio Madeira, caminho a Vila Bela da Santíssima Trindade, estado de Mato Grosso, no Brasil”.
A instância holotipo designado é o catalogado como INPA 39889; trata-se de um espécime adulto de 30,4 mm de comprimento. Foi capturado por Willian Massaharu Ohara, em 13 de dezembro de 2011, sendo depositado na colecção de ictiologia do Instituto Nacional de Pesquisas da Amazônia (INPA), localizado na cidade brasileira de Manaus.

### Etimologia
Etimologicamente, o termo genérico Hemigrammus constrói-se com palavras no idioma grego, onde: hemi significa ‘metade’ e gramma é ‘letra’ ou ‘sinal’.
O epíteto específico machadoi é um substantivo genitivo e epônimo que refere ao apellido da pessoa a quem foi dedicada, o ictiólogo da Universidade Federal de Mato Grosso Francisco de Arruda Machado, por sua incansável dedicação ao estudo e à conservação dos peixes matogrosenses e seus ecossistemas.

## Características
A coloração de Hemigrammus machadoi é a seguinte: apresenta cor amarela claro a laranja claro - com um tom prateado - o opérculo, a área dos ossos infraorbitais e os lados do corpo que estão por baixo da linha média; a ponta de dentário, o focinho e a parte superior da cabeça são de cor cinza escura; são translúcidos - com um tom marron claro - o dorso e a porção posterior do corpo (a área que se encontra imediatamente por trás da projeção vertical da origem da barbatana anal); de cor laranja claro são o pedúnculo volume e as barbatanas dorsal e pélvicas, bem como as porções anteriores das barbatanas anal, volume e adiposa; tem ademais uma tênue banda lateromedial escura, larga e plomiza, a qual se estende para o pedúnculo volume.

### Caracterização e relações filogenéticas
Hemigrammus machadoi caracteriza-se por possuir uma ampla faixa escura horizontal atravessando o olho, por ter uma mancha humeral alongada verticalmente e por apresentar 4 ou 5 rastrillos branquiais no ramo superior e 9 ou 10 na inferior.
A espécie morfologicamente mais semelhante, com a que ademais compartilha uma distribuição simpátrica, é H. lunatus, da qual é possível a distinguir facilmente pela forma da mancha humeral e pelo número de rastrillos branquiais.
Não se constataram diferenças na análise comparativa dos rasgos cromáticos, morfométricos e merísticos efetuados entre espécimes deste peixe coletados nos rios Guaporé, Pacaás Novos (afluente do rio Mamoré) e bacias do rio Paraguai superior, no Brasil.
Hemigrammus machadoi pertence a um presumível grupo monofilético, denominado ‘‘grupo de espécies Hemigrammus lunatus’’, que é composto por H. lunatus, H. barrigonae e H. ulreyi.

## Distribuição geográfica e habitat
Hemigrammus machadoi é um tetra endêmico dos estados de Mato Grosso e de Rondônia, no centro-oeste do Brasil, onde se distribui nas mais duas importantes bacias hidrográficas sulamericanas: a Amazônica e a do Prata.
Por um lado, distribui-se no rio Iténez (ou Guaporé) e outros afluentes menores dos rios Mamoré e Madeira, nas porções superior e meia da bacia deste último, o qual é o principal afluente pela margem direita do rio Amazonas.
Pelo outro, habita também a bacia superior do rio Paraguai, pertencente à bacia do Paraná, integrante da bacia do Prata. Essa bacia deságua no oceano Atlântico por intermediário do Rio da Prata.